# サンストローク・プロジェクト
サンストローク・プロジェクト（SunStroke Project）は、モルドバ共和国の音楽トリオである。現メンバーはアイヴァラスB（Aivaras.B、ヴォーカル）、セルゲイ・ステパノフ（Sergey Stepanov、サクソフォーン）の2人。

## ユーロビジョン・ソング・コンテスト

### 2009年
ユーロビジョン・ソング・コンテスト2009のモルドバ代表を目指して、楽曲「No Crime」で国内選考に参加したが、3位に終わった。この年のユーロビジョン・ソング・コンテストのモルドバ代表はネリー・チョバヌとなった。

### 2010年
ユーロビジョン・ソング・コンテスト2010では、オリア・ティラとともに、楽曲「Run Away」で、国内選考「O melodie pentru Europa 2010」に参加した。3月6日にキシナウで行われた国内選考の決勝で、審査員・視聴者の双方から最高得点である12点を獲得して優勝を果たし、2010年のモルドバ代表に選ばれた。2010年5月25日から30日にかけてノルウェーのオスロで行われたユーロビジョン2010にはオリア・ティラと共にモルドバ代表として参加した。5月25日の準決勝は52得点を集めて10位となり、決勝に進出できる10箇国の枠内に入った。5月30日の決勝では27得点をあつめて22位となった。

### 2017年
ユーロビジョン・ソング・コンテスト2017では、楽曲「Hey Mamma!」で国内選考O melodie pentru Europa 2017を勝ち抜き、モルドバ代表に選ばれた。2017年5月9日の準決勝でサンストロークプロジェクトは10位以内に入り(2位)、決勝へ進んだ。同月13日に行われた決勝で、サンストロークプロジェクトは3位だった。これは、これまでにモルドバが獲得した順位の中では最高位であった。これを受けて、モルドバの大統領イゴル・ドドンは、彼らをたたえ、メダルを授与した。

### 2019年
2月14日、アントン・ラゴザ（Anton Ragoza、ヴァイオリン）が脱退。その後4月、デュオとしては初のシングルとなる「Boomerang」をリリースした。

## インターネットでの現象
ユーロビジョン・ソング・コンテスト2010で演奏された「Run Away」でのセルゲイ・ステパノフのサックスソロは、インターネット上で "Epic Sax Guy" または "Saxroll" として有名になった。